# Hoplidosterus laevicollis
Hoplidosterus laevicollis là một loài bọ cánh cứng trong họ Cerambycidae.